# Kakara Ibis pyramid
Kakara Ibis pyramid är en pyramid av kalksten i Sakkara i Egypten cirka 20 kilometer söder om centrala Kairo. Den byggdes för farao Kakara Ibi under Egyptens åttonde dynasti (Första mellantiden) omkring 2130 f.Kr. och är den sista pyramid som byggdes i Sakkara. Av pyramiden återstår idag enbart 3 meter höga ruiner; pyramiden var ursprungligen cirka 21 meter hög med en bas av 31,5 meter.